# Сотир Шундовски
Сотир Шундовски (на македонска литературна норма: Сотир Шундовски) е виден архитект от Социалистическа република Македония.

## Биография
Сотир Шундовски е роден на 28 февруари 1933 година в битолското влашко село Гопеш, тогава в Кралство Югославия. Завършва Архитектурния факултет на Белградския университет. Работи в различни проектантски бюра в Битоля. Специализира в обществени, здравни и административни сгради - Общата болница в Битоля (1968), Основният съд в Битоля (1970), Централата на ГП „Пелистер“ (1977), хотел „Молика“ в Националния парк „Пелистер“ (1990), Търговският център „Санпромет“ в Битоля (1997).
Умира на 17 март 2002 година в Битоля.